# Заруби (Польща)
Заруби (пол. Zaruby) — село в Польщі, у гміні Сейни Сейненського повіту Підляського воєводства.
Населення — 66 осіб (2011).
У 1975-1998 роках село належало до Сувальського воєводства.

## Демографія
Демографічна структура станом на 31 березня 2011 року:
|          | Загалом | Допрацездатний вік | Працездатний вік | Постпрацездатний вік |
| -------- | ------- | ------------------ | ---------------- | -------------------- |
| Чоловіки | 38      | 11                 | 24               | 3                    |
| Жінки    | 28      | 5                  | 18               | 5                    |
| Разом    | 66      | 16                 | 42               | 8                    |